# موسى عراز
موسى عراز (17 يناير 1994 بفريبورغ في سويسرا - ) هو لاعب كرة قدم سويسري في مركز الوسط. شارك مع منتخب سويسرا تحت 17 سنة لكرة القدم ومنتخب سويسرا تحت 19 سنة لكرة القدم ومنتخب سويسرا تحت 20 سنة لكرة القدم ومنتخب سويسرا تحت 21 سنة لكرة القدم. أما مع النوادي، فقد لعب مع لو مون لوزان ونادي بازل ونادي فينترتور.

## وصلات خارجية
- موسى عراز على موقع الاتحاد الأوربي (الإنجليزية)
- موسى عراز على موقع اتحاد تركيا (لاعب) (الإنجليزية)
- موسى عراز على موقع قاعدة بيانات كرة القدم.إي يو (الإنجليزية)
- موسى عراز على موقع Soccerway.com (الإنجليزية)
- موسى عراز على موقع عالم كرة القدم.نت (الإنجليزية)
- موسى عراز على موقع AS.com (الإسبانية)